# Trần Thị Biền
Trần Thị Biền (? – 1945) là một cựu Đảng viên Đảng Cộng sản Đông Dương phản bội.

## Cuộc đời
Trần Thị Biền là Đảng viên Đảng Cộng sản Đông Dương tỉnh Quảng Trị. Năm 1942, được Xứ ủy Trung Kỳ điều động đi hoạt động ở tỉnh khác.
Tháng 7 năm 1942, Trần Thị Biền bị bắt ở Nghệ An, bị Chánh mật thám Pháp ở Quảng Trị là Fidalenc dụ dỗ, trở thành tình nhân của Fidalenc, phản bội tổ chức, khai báo khiến nhiều cơ sở Đảng bị vỡ, nhiều người bị bắt.
Ngày 19 tháng 8 năm 1945, Cách mạng Tháng Tám nổ ra ở phủ Triệu Phong, Trần Thị Biền bị người dân bắt giữ và xử bắn cùng với Tri phủ Triệu Phong tên là Cho và mật thám người Việt tên là Chước.